# Charnell
Charnell (* 17. Juni 1978 in Berlin; bürgerlich Anthony Taylor) ist ein ehemaliger Berliner Rapper und Mixed-Martial-Arts-Kämpfer.

## Biografie

### Frühe Jugend
Charnell wurde im Berliner Bezirk Wedding geboren und wuchs vaterlos in den Ortsteilen Kreuzberg, Moabit, Schöneberg und Wilmersdorf auf. Dort war seine Jugend von Bandenkriminalität und Gewalt geprägt.

### Karriere

#### Anfänge
Charnell suchte einen Ausweg aus der Kriminalität im Hip-Hop und gründete mit dem Rapper TMO 1996 die Gruppe 4 4 da Mess, mit der er 1997 seine erste EP Mein Leben fertigstellte. In Mein Leben thematisierte Charnell das Aufwachsen im sozialen Brennpunkt, was zu dieser Zeit ein Novum im deutschen Hip-Hop darstellte.
1998 zerbrach 4 4 da Mess, Charnell bildete fortan mit TMO das Duo Da Fource und weitere EPs folgten. 2001 wurde Sony auf die beiden MCs aufmerksam und veröffentlichte ihr Debütalbum Überlegen.
Als Da Fource wegen Streitigkeiten aufgelöst wurde, unterschrieb Charnell einen Vertrag beim Hamburger Hip-Hop-Label Eimsbush. Hier erschien im Jahr 2003 die sozial- und deutschlandkritische Single Menschen dieser Welt, die Single Das ist echt und Charnells Solo-Debüt Nr.1. Charnell war außerdem Mitglied der Kombo Team Eimsbush und an einem gemeinsamen Sampler beteiligt.

#### PX Recordsund Konflikte mit Aggro Berlin
Nach der Insolvenz von Eimsbush gründete Charnell 2004 in Berlin das Label PX Records und die 030 Gangsta Clicc. Während seiner Zeit bei PX Records veröffentlichte Charnell das Album 2 und mit der 030 Gangsta Clicc 2005 das gemeinsame Album Kriminelle Akustik, außerdem war er an fünf Mixtapes beteiligt. Er entdeckte und förderte in dieser Zeit u. a. Rapper wie den späteren IS-Terroristen Deso Dogg und arbeitete auf seinen Releases mit Rappern wie Samy Deluxe, Kool Savas und Eko Fresh zusammen. Zu dieser Zeit kam es zu Beef mit den aufstrebenden Rappern von Aggro Berlin und Bushido, denen Charnell vorwarf, seine Idee des Gangsta-Rap auf Deutsch kopiert zu haben und nicht authentisch zu sein. Charnells Herausforderung zum Freestyle-Battle wurde von Sido abgelehnt.

#### Weiteres Engagement
Nachdem PX Records und die 030 Gangsta Clicc sich wegen Streitigkeiten auflösten, kehrte Charnell Deutschland den Rücken und lebte hauptsächlich in den USA. 2006 veröffentlichte er mit Plattenpapzt das Mixtape King of Gangxta Rap. Ein Jahr darauf schloss er sich dem Hamburger Label Jentown Crhyme an und war maßgeblich am Album seiner Crew Die Gesellschaft der schwarzen Raben beteiligt.
Nach einem weiteren USA-Aufenthalt kehrte Charnell 2009 nach Deutschland zurück und veröffentlichte diverse Freetracks. Im Februar 2010 entschuldigte er sich im Song „Das was war“ bei allen Rappern, mit denen er in Konflikt geraten war. Namentlich nennt er u. a. Samy Deluxe, Snaga & Pillath, King Ali, Bushido, Fler, Eko Fresh, Kool Savas oder auch Nadja Benaissa. Im Juni 2010 stellte Charnell das Album Für meine Leute zum Gratis-Download bereit und kündigte die Veröffentlichung des für 2010 geplanten Albums Underdog an. 2011 erschien allerdings zuerst das Album Train hard, Fight easy, welches ebenfalls zum Gratis-Download zur Verfügung steht. Das angekündigte Underdog-Album wurde in den Jahren 2012 und 2013 als zwei Tapes veröffentlicht.

#### Kampfsport
Taylor hat zwei professionelle MMA-Kämpfe bestritten, von denen er einen gewann und einen verlor, jeweils nach Punkten.

## Diskografie

### Alben
| Jahr | Titel              | Anmerkung                                |
| ---- | ------------------ | ---------------------------------------- |
| 2001 | Überlegen          | als Da Fource                            |
| 2003 | Nr. 1              | -                                        |
| 2004 | 2                  | -                                        |
| 2004 | Übernahme          | mit 030 Gangsta Clicc                    |
| 2005 | Kriminelle Akustik | mit 030 Gangsta Clicc                    |
| 2007 | Rabenmukke Vol. 1  | mit Die Gesellschaft der schwarzen Raben |
| 2010 | Für meine Leute    | Gratisalbum zum Herunterladen            |

### EPs und Singles
| Jahr | Titel                 | Anmerkung       |
| ---- | --------------------- | --------------- |
| 1997 | Mein Leben            | als 4 4 Da Mess |
| 1998 | Battle                | als Da Fource   |
| 1999 | Wer von euch          | als Da Fource   |
| 2001 | Komm auf den Punkt    | als Da Fource   |
| 2001 | Welcome               | als Da Fource   |
| 2001 | Wo sind unsere Brüder | als Da Fource   |
| 2003 | Das ist echt          | -               |
| 2003 | Menschen dieser Welt  | -               |

### Mixtapes
| Jahr | Titel                         | Anmerkung             |
| ---- | ----------------------------- | --------------------- |
| 2003 | PX Records Mixtape Vol. 1     | -                     |
| 2003 | PX Records Mixtape Vol. 2     | -                     |
| 2004 | Dreckstape Nr. 1              | mit 030 Gangsta Clicc |
| 2004 | Dreckstape Nr. 2              | mit 030 Gangsta Clicc |
| 2004 | Dreckstape Nr. 3              | mit 030 Gangsta Clicc |
| 2006 | King of Gangxta Rap           | -                     |
| 2008 | Die Geschichte eines Soldaten | Best of               |
| 2011 | Train Hard Fight Eazy         | kostenloser Download  |
| 2012 | Underdogtape Vol. 1           | -                     |
| 2013 | Underdogtape Vol. 2           | -                     |
| 2013 | Fick dein Getue Mixtape       | kostenloser Download  |